# وودرو ويست
وودرو ويست (بالإنجليزية: Woodrow West)‏ (19 سبتمبر 1985 في بليز - ) هو لاعب كرة قدم بليزي في مركز حراسة المرمى. شارك مع منتخب بليز لكرة القدم. أما مع النوادي، فقد لعب مع Atlético Chiriquí ‏ وBelize Defence Force FC ‏ وBelmopan Bandits FSC ‏ وC.D. Honduras Progreso ‏ وRevolutionary Conquerors FC ‏.

## وصلات خارجية
- وودرو ويست على موقع الاتحاد الدولي (مؤرشف)  (الإنجليزية)
- وودرو ويست على موقع قاعدة بيانات كرة القدم.إي يو (الإنجليزية)
- وودرو ويست على موقع ناشيونال فوتبول تيمز (الإنجليزية)
- وودرو ويست على موقع Soccerway.com (الإنجليزية)